# متنزه غابة داي الوطني
متنزه غابة داي الوطني هو متنزه وطني يقع في جبال غودا في منطقة تجرة في جيبوتي. وتُعد هذه المنطقة من المناطق الحرجية القليلة جدًا في جيبوتي، والتي تُعتبر من أقل دول العالم احتواءًا للغابات. وهي أكثر مناطق جيبوتي رطوبةً، حيث تتلقى حوالي 500 مليمتر (19 بوصة) من الأمطار سنويًا.

## الحياة البرية
تُعد محمية متنزه داي فورست الوطني واحدة من منطقتين متبقيتين من الغابات المحمية المغلقة في جيبوتي، فهي تحمي جزيرة غابات مهمة في بحر شبه صحراوي.

### النباتات

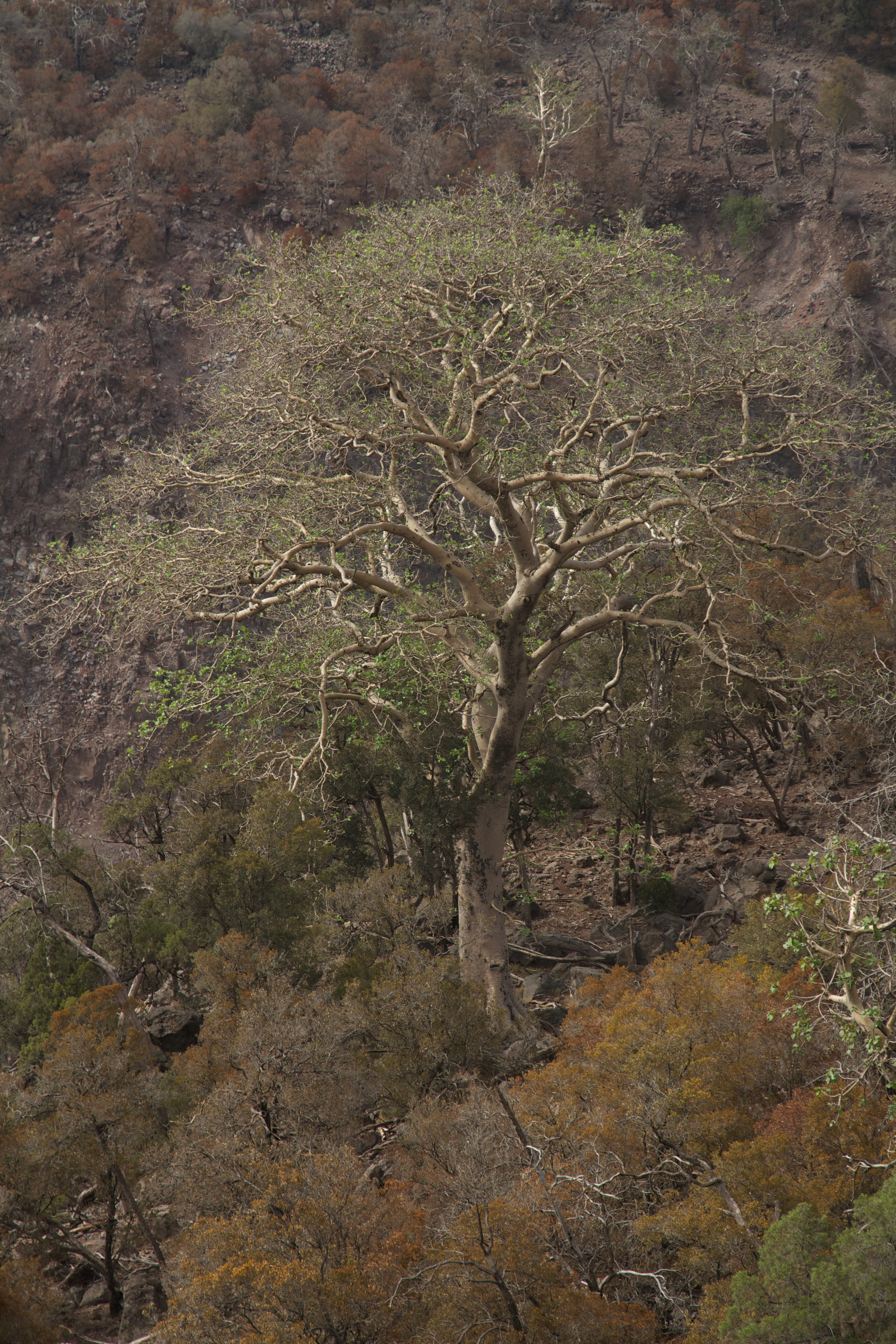
نباتات متنزه داي فورست الوطني

يتميز متنزه داي فورست الوطني بأربعة أنواع رئيسية من الأشجار، وهي أشجار العرعر البري، والزيتون الأفريقي، والبويكس هيلدبراندتي، والتاركونانثوس كامفوراتوس. كما توجد أشجار نخيل الدوم في الجزء الغربي من سهل هانلي، عند سفح جبل غاماري على حافة سهل غاغادي. يزداد الغطاء النباتي وفرةً مع الزيادة في الارتفاع. وهكذا، فالمساحة الواقعة في متنزه داي فورست الوطني وامتدادها حتى قمة جبل غودا تشغلها غابة قديمة من العرعر، والتين، والميموزا، وأشجار الزيتون البري، وخشب البقس، وأشجار التنين، ونباتات محلية أخرى. وتُعتبر غابة متنزه داي فورست الوطني هي أكبر غابة في جيبوتي، حيث تبلغ مساحة الغابة الإجمالية حوالي 5900 هكتار (14500 فدان). ويحتوي الجزء الأكثر ثراءًا في متنزه داي فورست الوطني، والذي يمتد على مساحة 900 هكتار (2223 فدانًا) على أشجار العرعر الشرق أفريقي التي تنمو على ارتفاعات تزيد عن 950 مترًا، ويصل ارتفاع أشجار العرعر في المتنزه إلى 20 مترًا، إلا أن العديد من الأشجار قد انقرضت في العقود الأخيرة، بينما يتزايد نمو شجر البقس مكانها.

### الحيوانات
تشمل الحيوانات البارزة الموجودة في متنزه داي فورست الوطني طائر الدراج الجيبوتي، وهو نوع من طيور البيتيليا خضراء الأجنحة قد يكون في الواقع نوعًا أو نوعًا فرعيًا مميزًا، بالإضافة إلى طائر الشمس الغامض وغير الموصوف، وطائر الشمس الجيبوتي، وهي جميعها من الطيور المتوطنة في جيبوتي ولا تعيش خارجها جيبوتي، وباستثناء طائر الدراج، لم يتم العثور عليها إلا في غابة متنزه داي فورست الوطني. أما الطيور الأكثر انتشارًا التي تسكن غابة متنزه داي فورست الوطني فهي صائد الذباب الغامباجا، والبلبل الصومالي، والزرزور الصومالي، كما توجد بالمتنزه أيضًا بعض أنواع ثعابين الحنشيات النادرة.

## التهديدات البيئية
تتعرض الحياة البرية في متنزه داي فورست الوطني ككل لتهديد بيئي طويل الأمد، فقد فُقد متنزه داي فورست الوطني نحو 88% من مساحته مدى القرن التاسع عشر والقرن العشرين، وحدث أكثر من 20% من هذه الخسارة خلال العقود الخمسة الأخيرة في القرن العشرين وبدايات القرن الحادي والعشرين.